# 褐環乳牛肝菌
褐環乳牛肝菌（Suillus luteus）是乳牛肝菌属的一個模式種。它原产于欧亚大陆，現已被引入北美和南美、南部非洲、澳大利亚和新西兰。褐環乳牛肝菌可食用。該物種於1753年就被卡尔·林奈識別。